# Кунгла
Ку́нгла (эст. Kungla) — сказочная страна где-то на севере в эстонской мифологии. Считается, что это слово впервые употребил Ф. Р. Крейцвальд в эпосе «Калевипоэг», имея в виду остров Оямаа. Упоминается в первой, пятой и девятнадцатой песнях эпоса.
Название кунгла происходит из шведского языка («det kungliga folket»).

## Эпос «Калевипоэг». Песнь первая
Прибытие Калева * Сальме и Линда * Свадьба
Жившая на западе старая вдова нашла на дороге к пастбищу рябую курочку, на лугу яйцо тетёрки и живого воронёнка. Она отнесла их домой, в тёмный каменный амбар, и посадила курицу высиживать яйцо тетёрки, чтобы вывести цыплёнка и из него вырастить взамен ребёнка, чтобы утешить свою печаль. Женщина накрыла гнездо полотном, а воронёнка кинула в угол, за сундук. На четвёртый месяц она пришла в амбар проверить свою находку и увидела, что курочка стала красивой девушкой Сальме, яйцо тетёрки — красивой девушкой Линдой, а воронёнок превратился в бедную девушку, служанку.
К Сальме начинают свататься женихи: Месяц-юноша, Солнце-юноша и Звезда-молодец. Двум первым женихам Сальме отказывает, а за Звезду соглашается выйти замуж, и играют они весёлую свадьбу. Привлечённые шумом пира, опять начинают съезжаться женихи — на этот раз к Линде. Она отказывает и Месяцу, и Солнцу, и Водяному потоку, и Ветру.
Тут жених явился пятый,
Прискакал к воротам Ляэне
Славной Кунглы королевич —
О пятидесяти конях,
При шестидесяти слугах,
На коне золото рыжем, —
Линду он хотел просватать,
В жёны взять хотел тетёрку.
Всем был по сердцу Кунгла — и сёстрам, и братьям Линды, но та и ему отказала, ответив что она — Золото, и королевич ей не пара. Замуж согласилась выйти Линда за шестого жениха, «сильного мужа» Калева.

## Эпос «Калевипоэг». Песнь пятая
Калевипоэг в Суоми * Могучий дуб * Расправа с Тусларом
Калевипоэг ищет свою мать Линду, которую похитил колдун Туслар, и, найдя Туслара, оглушает того почти насмерть. Он плачет, сожалея о том, что, «обуянный жаждой мести», сначала не узнал у Туслара о судьбе Линды. Ослабнув, Калевипоэг засыпает и видит сон, где его мать, молодая и весёлая, качается на качелях и поёт:
Вы качайтесь, подымайтесь
Выше, лёгкие качели!
Чтоб видна была я всюду,
Далеко видна в округе...
Пусть увидят земли Кунглы
Юбку, платье парчевое,
Пусть узоры видит Пикне,
Звёзды — вышитый передник...

## Эпос «Калевипоэг». Песнь девятнадцатая
Калевипоэг заковывает Рогатого в цепи * Счастливые времена * Празднество и книга мудрости * Вести о войне
После победы над Рогатым Калевипоэг выносит из ада «несказанные богатства» и живёт со своими побратимами в Линданисе. Приходят к нему три друга и говорят:
Ты налей вина в баклаги,
Положи подарки в торбы,
В кошели клади приманки:
Свататься поедем в Кунглу,
Выбирать тебе невесту.
В Кунгле есть четыре девы,
Что тетёрочки лесные...
В Кунгле девушки искусны
Ткать богатые полотна,
По серебряной основе
Золотой узор выводят,
Чередуют красным шёлком.
Но Калевипоэг, усмехаясь, искусно отговаривается от их просьбы.

## Песня«Kungla rahvas»
«Народ Кунгла» (эст. «Kungla rahvas») — хоровая песня, написанная Карлом Августом Германом в 1874 году, автор слов Фридрих Кульбарс. Она исполняется на всеэстонских праздниках песни:
Kui Kungla rahvas kuldsel a’al
kord istus maha sööma,
siis Vanemuine murumaal 
läks kandlelugu lööma...
[Когда народ Кунгла в златое время
однажды сел поесть,
тогда Ванемуйне на лужайку
пошёл на каннеле песню играть...]